# And Then We Danced
And Then We Danced (Da chven vitsekvet) è un film del 2019 diretto da Levan Akin.

## Trama
Fin dall’inizio del film si capisce che il giovane eroe Merab (interpretato dal solare Levan Gelbakhiani), un ballerino del National Georgian Ensemble che lavora sodo sotto la guida del suo insegnante, è conquistato da una tale passione che lo rende diverso da suo fratello o da tutti gli altri membri della sua famiglia che hanno tramandato la tradizione delle danze georgiane prima di lui. Attraverso l’irresistibile vitalità e la contagiosa voglia di vivere di Merab, si viene a conoscenza di tale tradizione.
Per di più, questo amore per la vita e per le tradizioni lo condivide con il suo gruppo di compagni, che conosce da sempre; da diversi anni è in coppia con una ragazza a cui tutti, lui incluso, credono che sia predestinato. In questo clima di unità, abbiamo quasi l’impressione che Tbilisi sia un paese gioioso e pieno di giovani. E quasi non ci si accorge della precarietà e dei cattivi atavismi che caratterizzano il contesto sociale nel quale vive Merab, se non si vedesse durante tutto il film che la sua famiglia fatica a sbarcare il lunario, se non si sentisse il padre alcolizzato rimpiangere amaramente il suo destino, e se il suo professore non sottolineasse che la danza georgiana deve contrapporre alla "candida verginità" delle donne una mascolinità senza pari.
E quando nella sua classe arriva un nuovo ballerino, Irakli (Bachi Valishvili), un ragazzo moro dalla bellezza magnetica, il quale si impone subito come possibile rivale per Merab, che sogna di essere assunto dal Balletto nazionale, sono sufficienti alcuni scambi di sorrisi a unire, piuttosto che opporre, i due giovani e la felicità che ottengono è, anche questa, senza pari (perché quando non balla, è in questo modo che Merab comunica; e con "comunicare" s’intende comprendere gli altri in modo profondo, stabilire una complicità che continua fino allo spettatore, il quale si mette a ridere a crepapelle).
Il più bello, al di là dell’espressione di Merab quando si scopre innamorato (o quando semplicemente si scopre), è che la cosa arriva naturalmente, senza che quest’affascinante eroe si ponga delle domande – non più di quelle che si poneva prima, quando seguiva serenamente una storia già scritta. Questo è il momento di malessere o di ribellione, il punto di rottura violenta, anche se piano piano diventa evidente che si sta trasformando in un corpo fastidioso all’interno di un organismo che finirà per buttarlo fuori.
Merab è un personaggio formidabile, di disarmante purezza e dolcezza, perché riesce ad abbracciare quello che trova davanti a sé pur continuando a stringere affettuosamente quello che ha già in braccio. Per questo suo seguire il cammino di affermazione di se stesso, di giovane eroe omosessuale, senza passare attraverso il rifiuto o il tradimento, ma superando questo cambiamento in modo armonioso, And Then We Danced è un film originale e piacevole, che riesce a farci conoscere nello stesso tempo, una società tradizionale nella sua bellezza così come nelle sue intolleranze. E questo senza contrasto, ma con amore.

## Riconoscimenti
Guldbagge - 2019
Miglior film
Miglior attore a Levan Gelbakhiani
Migliore sceneggiatura a Levan Akin
Migliore fotografia a Lisabi Fridell
Candidatura a migliore scenografia a Teo Baramidze